# Ryuthela sasakii
Ryuthela sasakii is een spinnensoort uit de familie Liphistiidae. De soort komt voor in Riukiu-eilanden.